# Coordenades de Born

Geometria espaciotemporal de les coordenades de Born.
Les línies vermelles representen les línies del món (per congruència) dels punts del disc.
Les bandes entrellaçades blaves i grises mostren el pas del temps T.
Les corbes taronges (/ \) són com a corbes de temps amb ràdio R fix.

A la física relativista, les coordenades de Born són sistemes de coordenades que formen part de l'espai-temps de Minkowski (espai-temps pla en relativitat especial). Sovint s'utilitza per analitzar l'experiència física d'un observador que es mou en un anell o disc rígid que gira a velocitat relativista. Aquest sistema se sol atribuir a Max Born perquè va estudiar la física relativista dels cossos en rotació el 1909.

## Observadors de Langevin en un sistema de coordenades cilíndric[1][2]
Per justificar el sistema de Born, primer cal considerar la família d'observadors de Langevin representats al sistema de coordenades cilíndriques habitual en l'espai-temps de Minkowski. Les línies del món d'aquests observadors formen una estricta consistència temporal al sentit del tensor d'expansió d'escapament. Representen un observador que gira rígidament al voltant d'un eix de simetria cilíndric.
Des d'una d'aquestes línies
{\displaystyle ds^{2}=-dT^{2}+dZ^{2}+dR^{2}+R^{2}\,d\Phi ^{2},\;\;-\infty <T,\,Z<\infty ,\;0<R<\infty ,\;-\pi <\Phi <\pi }
És possible crear un marc de Lorentz local per a un observador estacionari (inercial).
{\displaystyle {\vec {e}}_{0}=\partial _{T},\;\;{\vec {e}}_{1}=\partial _{Z},\;\;{\vec {e}}_{2}=\partial _{R},\;\;{\vec {e}}_{3}={\frac {1}{R}}\,\partial _{\Phi }}
Aquí, {\displaystyle {\vec {e}}_{0}} és un vector d'unitat de temps finit, i els altres tres són vectors d'unitat geomètrica; en cada cas aquests quatre són mútuament ortogonals i defineixen la línia del món de l'observador estàtic que passa pel marc lorentzian infinitesimal de l'esdeveniment.
Al mateix temps, córrer aquests camps de referència al llarg de la direcció {\displaystyle {\vec {e}}_{3}} produeix el camp de referència buscat que descriu l'experiència física de l'observador Langevin, és a dir.
{\displaystyle {\vec {p}}_{0}={\frac {1}{\sqrt {1-\omega ^{2}\,R^{2}}}}\,\partial _{T}+{\frac {\omega \,R}{\sqrt {1-\omega ^{2}\,R^{2}}}}\;{\frac {1}{R}}\partial _{\Phi }}
{\displaystyle {\vec {p}}_{1}=\partial _{Z},\;\;{\vec {p}}_{2}=\partial _{R}}
{\displaystyle {\vec {p}}_{3}={\frac {1}{\sqrt {1-\omega ^{2}\,R^{2}}}}\;{\frac {1}{R}}\,\partial _{\Phi }+{\frac {\omega \,R}{\sqrt {1-\omega ^{2}\,R^{2}}}}\,\partial _{T}}
Pel que sembla, aquest sistema va ser proposat per primera vegada (indirectament) per Paul Langevin l'any 1935; sembla que la seva primera "explotació" va ser "aparentment" de T. A. Weber (al 1997)
Es defineix en el rang 0 < R < 1/ω; aquesta restricció és essencial perquè la velocitat de l'observador Langevin està lluny de l'origen i s'acosta a la velocitat de la llum.
La corba integral de tipus unitat de temps {\displaystyle {\vec {p}}_{0}}de cada camp vectorial es representa a la taula de cilindres com una espiral de radi constant (per exemple, la corba vermella de la figura de la dreta). Suposem que s'escull un observador Langevin i se suposa que els altres observadors es mouen en un anell de radi R que gira rígidament amb velocitat angular ω. Si després agafeu la corba integral de la base espai-temps {\displaystyle {\vec {p}}_{3}}(la corba espiral blava del diagrama de la dreta), obteniu una corba que s'esperaria interpretar com una "línia de simultaneïtat" per als observadors de l'anell. Tanmateix, com es mostra a la figura, els rellotges ideals de cada observador d'anell no es poden sincronitzar. Aquesta va ser la primera indicació que no és tan fàcil com es podria imaginar definir conceptes espacials geomètrics satisfactòriament sobre un objecte a priori simple com un anell giratori, i molt menys un disc giratori.

Calculant la descomposició de congruència de Langevin, obtenim el vector acceleració en la forma
{\displaystyle \nabla _{{\vec {p}}_{0}}{\vec {p}}_{0}={\frac {-\omega ^{2}\,R}{1-\omega ^{2}\,R^{2}}}\;{\vec {p}}_{2}}
Es dirigeix radialment cap a dins i només depèn del radi de cada línia (constant) del món espiral. El tensor desplegat s'anul·la completament, el que significa que els observadors Langevin propers romanen a una distància constant entre ells. El vector de rotació és
{\displaystyle {\vec {\Omega }}={\frac {\omega }{1-\omega ^{2}\,R^{2}}}\;{\vec {p}}_{1}}
Paral·lel a l'eix de simetria. Això vol dir que el veí més proper de cada observador Langevin gira al llarg de la seva pròpia línia del món, tal com es mostra a la figura de la dreta. Aquest és un "vòrtex" o vòrtex local.
Per contra, projectar una espiral sobre qualsevol pla de tall de l'espai perpendicular a la línia del món d'un observador estàtic produeix un cercle que és òbviament una corba tancada. {\displaystyle T=T_{0}}. Encara millor, les coordenades dels vectors base ∂Φ formen un espai de tipus Killing la corba integral del qual és una corba de tipus espai tancat (en realitat un cercle) i també degenera fins a una longitud zero a l'eix R = 0. Expressa la simetria cilíndrica d'aquesta estructura espai-temps i també mostra el concepte global de Langevin de rotació de l'observador.
A la figura, la corba magenta mostra com els vectors especials {\displaystyle {\vec {p}}_{2},\;{\vec {p}}_{3}} estan girant sobre {\displaystyle {\vec {p}}_{1}}(la coordenada z s'omet a la figura). Això vol dir que els vectors {\displaystyle {\vec {p}}_{2},\;{\vec {p}}_{3}}no es transmeten al llarg de la línia del món segons la llei diferencial de Fermi-Walker, de manera que el sistema de coordenades de Langevin i el seu marc de referència no inercial giren. En altres paraules, en la derivació directa de les coordenades de Langevin, el marc de referència roman alineat amb les coordenades radials de la base vectorial {\displaystyle \partial _{R}}. Es pot proposar una versió estabilitzada del giroscopi introduint una rotació de velocitat constant {\displaystyle {\vec {p}}_{1}}del sistema local en què resideix cada observador Langevin.